# 魔縁
魔縁（まえん）とは、仏教用語で、障魔となる縁（三障四魔）のこと。また特に第六天魔王波旬を指す。また、いわゆる慢心の山伏である妖怪の天狗、即ち魔界である天狗道に堕ちた者たちを総称していう場合もある。

## 仏教の魔縁
三障四魔（さんしょうしま）とは
三障（梵: āvarana-traya）
聖道を妨げ、善根を生ずることを障害する3つ
煩悩障
仏道の妨げの心、貪・瞋・痴（とんじんち）の三毒の煩悩によって仏道修行を妨げる働き
業障
魂に刻まれた業、言語・動作、または心の中において悪業を造り、為に正道を妨げる働き
報障
因果応報、悪業によって受けたる地獄・餓鬼・畜生などの果報の為に妨げられる働き

四魔（梵: catovāro-mārāh）
生命を奪い、またその因縁となる4つ、またそれを悪魔にたとえたもの
陰魔
正しくは五陰魔（ごいんま）といい、心身からくる妨げで、色・受・想・行・識の五陰が、和合して成ずる身体は種々の苦しみを生じる働きをいう。五蘊魔（ごうんま）ともいう
煩悩魔
煩悩障におなじ、心身を悩乱して、菩提・悟りを得る障りとなるから煩悩魔という
死魔
修行者を殺害する魔、死は人命を奪うから死魔という
天子魔
第六天魔王（天魔、マーラ・パーピーヤス、魔羅・波洵、他化自在天ともいう）の働き
のこと。

## 仏魔
仏や仏法にとらわれて、かえってその人の修行の妨げとなり、魔に等しき存在になってしまうこと、仏縛。法縛。

## 天狗の魔縁（外道、外法）
本来、天狗は中国の彗星などのことであったが、日本に伝わると平安時代以降、名利をむさぼり慢心をもつ傲慢で自我に捉われた修験僧（山伏）のこととされるようになり、そして、山の妖怪である天狗を指すようになった。
そのような修験僧は、死後に天狗道という魔界に転生すると考えられるようになった。
したがって、天狗道は仏教の六道の範疇にないことから、その六道の輪廻からも外れた魔界であるとされる。仏教の知識があるため人間道には戻れず、特に宗教上の罪を犯したわけではないため地獄道、餓鬼道、阿修羅道、畜生道には堕ちず、かといって信心には無縁であるため天道にも行けず、天狗道に堕ちるとされる。そのため、6つの道から外れて救済不能な道、あるいはその道の者を外道と俗称する（しかし外道の本来の意味は、悟りを得る内道を説く仏教に対し、それ以外の六師などの教えを指していうのが通常の用法である）。
天狗道という言葉自体は14世紀成立の『太平記』巻二十七に記載が見られる他、18世紀の談義本『天狗芸術論』巻之四において、天狗界として説明が記述されており、大天狗が「己の小ざかしい知恵に慢心し、人を侮り、人の騒動を喜び、この喜びを是非や得失の基準とし、無事を楽しむことを知らず、己が欲することを絶対視し、反省せず、従う者を是、従わぬ者を非とする」と木の葉天狗達に語り、戒めている。
天狗は慢心の山伏がなるもので、その姿は山林に住む鳥そのものだという。修行する者にとって、仏道を妨げるものの一つとして、怪異な音は、鳥の声や羽ばたきだったとも言われる。

## 大魔縁　崇徳院
五部大乗写経をして怨念をもって死んだ崇徳天皇は、「日本国の大魔縁になる」と言い残したとされる。しかし、現在では白峯神宮の神となっている。